# ماريا تيودورا أدوراثيون روانو
ماريا تيودورا أدوراثيون روانو سانتشون (بالإسبانية: Dori Ruano)‏ (بالإسبانية: María Teodora Adoración Ruano Sanchón، ولدت في 11 يناير 1969، فيامايور دي أرمونيا، شلمنقة، إسبانيا) دراجة إسبانية.
حصلت على الميدالية الذهبية في بطولة العالم للدراجات الهوائية على المضمار عام 1998.

## إنجازاتها

### بطولة العالم للدراجات الهوائية على المضمار
- 1997 بيرث  أستراليا:  ميدالية فضية في سباق النقاط (Points race).
- 1998 بوردو  فرنسا:  ميدالية ذهبية في سباق النقاط (Points race).

### بطولة العالم للدراجات الهوائية على الطريق
- 2001 لشبونة  البرتغال:  ميدالية برونزية في سباق الدراجات الهوائية على الطريق ضد عقارب الساعة (Time Trial).

## روابط خارجية
- ماريا تيودورا أدوراثيون روانو على موقع أرشيف الدراجات (الإنجليزية)
- ماريا تيودورا أدوراثيون روانو على موقع أوليمبيديا (الإنجليزية)